# Liste des édifices labellisés « Patrimoine du XXe siècle » de la Haute-Loire
Cet article recense les édifices protégés au titre du Patrimoine du XXe siècle du département de la Haute-Loire, en France.

## Liste
| Monument                                 | Commune                   | Adresse                 | Coordonnées                      | Notice         | Protection                           | Date      | Illustration                      |
| ---------------------------------------- | ------------------------- | ----------------------- | -------------------------------- | -------------- | ------------------------------------ | --------- | --------------------------------- |
| Hôtel de ville                           | Craponne-sur-Arzon        |                         | 45° 19′ 48″ nord, 3° 50′ 43″ est | « PA43000060 » | Inscrit MH (2016)                    | 2016      | Hôtel de ville                    |
| Pavillon de jardin d'Espaly-Saint-Marcel | Espaly-Saint-Marcel       | 96 route de l'Ermitage  | 45° 03′ 17″ nord, 3° 51′ 26″ est | « PA00092668 » | Inscrit MH (1985)                    | 1985      | Image manquante Téléverser        |
| Viaduc de la Recoumène                   | Le Monastier-sur-Gazeille |                         | 44° 55′ 12″ nord, 4° 01′ 54″ est | « PA00092929 » | Inscrit MH (1989)                    | 1989      | Viaduc de la Recoumène            |
| Immeuble de la Verveine du Velay         | Le Puy-en-Velay           | 2 faubourg Saint-Jean   | 45° 02′ 36″ nord, 3° 53′ 20″ est | « PA00135206 » | Inscrit MH (1995) · Classé MH (2004) | 1995 2004 | Immeuble de la Verveine du Velay  |
| Immeuble de la Dentelle au Foyer         | Le Puy-en-Velay           | 4 avenue de la Dentelle | 45° 02′ 32″ nord, 3° 53′ 21″ est | « PA00092956 » | Inscrit MH (1992)                    | 1992      | Image manquante Téléverser        |
| Église Sainte-Thérèse du Val-Vert        | Le Puy-en-Velay           | Place Eugène-Pebellier  | 45° 01′ 48″ nord, 3° 52′ 59″ est | « PA43000025 » | Inscrit MH (2002)                    | 2002      | Église Sainte-Thérèse du Val-Vert |
| Villa Alirol                             | Vals-près-le-Puy          | 27 avenue de Vals       | 45° 02′ 06″ nord, 3° 52′ 53″ est | « PA43000054 » | Inscrit MH (2006)                    | 2006      | Image manquante Téléverser        |

### Sources
- [PDF] « Édifices ou ensembles labellisés « Patrimoine du XXe siècle » entre 2000 et 2015 », sur culturecommunication.gouv.fr, 24 février 2017